# Progres 2
Progres 2 – czeski zespół grający rock progresywny, pochodzący z Brna. Powstał w 1968. Nagrał m.in. pierwsze czeskie opery rockowe.   

## Historia zespołu
Zespół powstał w Brnie w 1968 jako Progress Organization, a tworzyli go Zdeněk Kluka, Pavel Váně, Emmanuel Sideris i Jan Sochor. Grupa nagrała debiutancką płytę Bardonaj i w połowie lat 70. zmieniła również nazwę na Bardonaj, gdyż anglojęzyczne nazwy zespołów zostały wówczas w Czechosłowacji zakazane. Nagrana w 1977 druga płyta Maugli była albumem tematycznym, opierającym się na Księdze Dżungli Kiplinga. Siderisa (gitara basowa), który wrócił do ojczystej Grecji zastąpił Pavel Pelc.   
W 1978 zespół ponownie zmienił nazwę na Progres 2, a w lutym 1978 zaprezentował na koncercie pierwszą czeską rock operę, Dialog s vesmírem (Rozmowa z wszechświatem), opartą na fantastycznych tekstach menadżera zespołu, Oskara Mana. Płyta ze studyjną wersją opery wydana została w 1980. W 1982 nagrana została kolejna rock-opera Třetí kniha džunglí, która miała również wersję anglojęzyczną.  
W latach 80. następowały kolejne zmiany osobowe, a zespół wrócił do krótszych form. W latach 1987–1990 zespół korzystał też z nazwy Progres-Pokrok. W latach 90. okazjonalnie występował, np. w grudniu 1993 z okazji 25. rocznicy powstania, ale nie nagrywał już nowego materiału.  
Dopiero w 2018 Progres 2 nagrał nową płytę studyjną w niemal oryginalnym składzie. Motywem dla albumu Tulák po hvězdách była książka Włóczęga wśród gwiazd Jacka Londona. 

## Dyskografia
Opracowano na podstawie materiału źródłowego.
- Barnodaj (1971, jako Progress Organization)
- Mauglí (1978, jako Barnodaj)
- Dialog s vesmírem (1980)
- Třetí kniha džunglí (1983)
- The Third Book Of Jungle (1984)
- Mozek (1984)
- Změna (1988)
- Otrava krve (1990)
- Dialog s vesmírem - live (2006; album koncertowy)
- Progres story 1968–2008 (2008; kompilacja)
- Tulák po hvězdách (2018)[4]

## Skład
Od lat 90. XX wieku zespół występuje w składzie:
- Pavel Váně – śpiew, gitara
- Zdeněk Kluka – śpiew, perkusja
- Pavel Pelc – śpiew, gitara basowa
- Roman Dragoun – śpiew, instrumenty klawiszowe
- Miloš Morávek - gitara